# Turecká válka za nezávislost
Turecká válka za nezávislost (turecky İstiklâl Harbi) byl válečný konflikt, probíhající mezi květnem 1919 a říjnem 1922, který vedli turečtí nacionalisté (tzv. kemalisté) hlavně proti Řekům a Arménům, kteří obsadili západní a východní části Osmanské říše během jejího pádu po první světové válce. Jádro celého konfliktu tvořila řecko-turecká válka. Turkům se do konce roku 1922 podařilo opět obsadit Malou Asii a v roce 1923 po zrušení Osmanské říše vyhlásili republiku. Prvním prezidentem se stal válečný hrdina Mustafa Kemal. Na základě Lausannské a Karské smlouvy byly zajištěny hranice moderního Turecka.

## Turecká situace před válkou

### Nemocný muž na Bosporu
Od poloviny 19. století byla Osmanská říše známá mezi evropskými mocnostmi jako Nemocný muž na Bosporu. Armáda byla v rozkladu, státní pokladna prázdná a v netureckých provinciích byl na vzestupu nacionalismus. V roce 1821 jako první úspěšně povstali Řekové. Následně proti Turkům začali silně vystupovat Rusové pod záminkou ochrany slovanských národů na Balkáně (hlavně Bulharů a Srbů). Osmanská říše se nechala vlákat do Krymské války (1853–1856), ve které s vydatnou pomocí Francie a Velké Británie carské Rusko porazila.
Rusové opět napadli Osmanskou říši v roce 1877 (více: Rusko-turecká válka) a tentokrát válku dovedli k úspěšnému konci. Mírové podmínky donutily Turecko definitivně uznat nezávislost Černé Hory a Rumunska, navíc byla rozsáhlá území podstoupena Srbsku. Bulharsku byla na základě smlouvy zaručena rozsáhlá autonomie. Osmanská říše ztratila skoro 40% svého území a v zoufalé situaci hledala nového spojence, kterého našla v Německém císařství. Němci pomohli Turků vycvičit armádu a dodali moderní zbraně.

### Začátek 20. století a dělení říše
V roce 1908 proběhl v Osmanské říši státní převrat vedený Mladoturky (více: Mladoturecká revoluce). Mladoturci byli na jednu stranu liberálním uskupením (podařilo se jim obnovit konstituční monarchii, byla uznána svoboda tisku, opět se otevřel parlament), ale na druhé straně silně podporovali turkizaci říše a v potlačovaní ostatních národnostních hnutí. Mladoturecká politika nakonec vedla ke kompletnímu zhroucení osmanského panství na Balkáně. V roce 1908 vyhlásilo nezávislost Bulharsko a následně se spojilo se Srbskem, Řeckem a Černou Horou v Balkánský svaz a společně v tzv. První balkánské válce (1912–1913) definitivně Turky porazili. Osmanské území v Evropě se tak scvrklo pouze na oblast kolem hlavního města Istanbulu.

#### První světová válka a její důsledky

Rozdělení Osmanské říše podle Sèvreské smlouvy (německy)

Osmanská říše vstoupila do první světové války v listopadu 1914 po boku svého německého spojence na straně Trojspolku a válka pro ni skončila katastrofickou porážkou. Boje byly ukončeny příměřím z Mundros 30. října 1918. Spojenci následně obsadili úžiny Bospor a Dardanely a 13. listopadu 1918 napochodovaly spojenecké jednotky do Istanbulu. Mírové dohody mezi státy Trojdohody a Trojspolku byly dojednány na Pařížské mírové konferenci v roce 1919. Vítězné státy se již v průběhu války dohodly na rozdělení Osmanské říše. Velká Británie měla získat Irák, Palestinu a Zajordánsko, Francie si chtěla přivlastnit Sýrii a Libanon. Východní oblasti měly připadnout nově vzniklé Arménii a západní části obývané řeckou menšinou (především pobřežní oblasti včetně města Smyrny – dnešní Izmir) a východní Thrákie byly přiřknuty Řecku. Hlavní město Istanbul a úžiny Bospor a Dardanely se měli stát demilitarizovanou zónou pod správou Britů. Z původní Osmanské říše by nakonec zůstala pouze Malá Asie a i ta byla rozdělena na sféry vlivu jednotlivých států (viz mapka). Na základě připravované smlouvy by Turci ztratili veškerá území s netureckým obyvatelstvem, což bylo téměř 80% z předválečné rozlohy. Ještě před podepsáním smlouvy se aktivity chopili Řekové a 15. května 1919 se vylodilo na dvacet tisíc řeckých vojáků krytých britským námořnictvem ve Smyrně.

## Cesta k Turecké republice

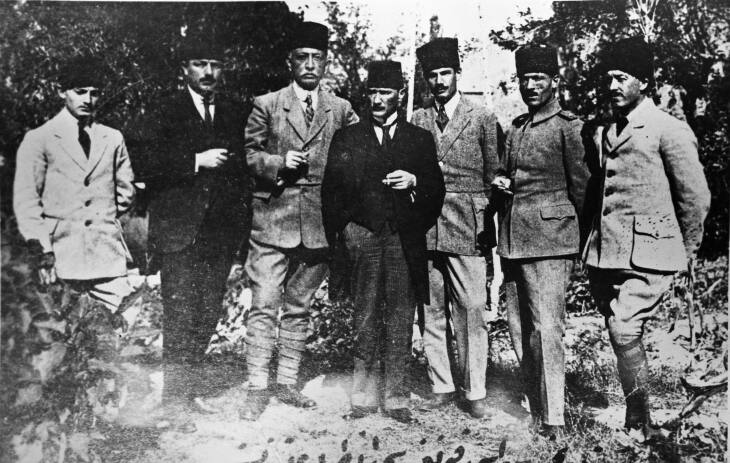
Nejvýznamnější členové Kongresu v Silvas, zleva doprava: Muzaffer Kılıç, Rauf Orbay, Bekir Sami Kunduh, Mustafa Kemal Atatürk, Ruşen Eşref Ünaydın, Cemil Cahit Toydemir, Cevat Abbas Gürer

### Počátek tureckého odporu
Turečtí představitelé byli zděšení obsahem připravované mírové smlouvy a někteří se rozhodli jednat. Mustafa Kemal, válečný hrdina z bitvy o Gallipoli, se stal v dubnu 1919 vrchním velitelem toho, co zbylo z osmanské armády. V květnu 1919 byl vyslán z Istanbulu do Samsunu. Zde, oficiálně stále v sultánových službách, ale ne s jeho pověřením, začal postupně organizovat a sjednocovat odpor proti okupantům. Proto je 19. květen slaven jako státní svátek počátku osvobozeneckého hnutí. V červenci 1919 mu osmanský sultán přikázal ustat v jeho přípravách na válku a navrátit se do Istanbulu. Kemal neuposlechl a v září 1919 uspořádal Kongres v Silvas. Na kongresu se sešli čelní představitelé budoucího Tureckého národního hnutí a definovali společné cíle a postup proti okupantům.
Na konci roku 1919 proběhly nové volby do parlamentu Osmanské říše. Očekávalo se, že volby dají říši nový legitimní orgán, který potlačí Kemalovo Národní hnutí. Volby byly bojkotovány místními Řeky a nová vláda, která sídlila v Brity okupovaném Istanbulu, neměla v očích Turků žádnou váhu. Velkým vezírem se stal Ali Rıza Paša, který ale přímo podléhal britské okupační správě. Poslední oficiální zasedání parlamentu se konalo 12. ledna 1920. Byl zde přednesen telegram od Mustafy Kemala, který prohlásil Turecké národní hnutí za jedinou právoplatnou tureckou vládu a vybízel k odporu proti okupantům. Prohlášení si získalo velkou podporu mezi poslanci, ale Britové jakékoliv oficiální přijetí myšlenek z kongresu v Silvas zarazili. Parlament se tajně sešel 28. ledna 1920 a vydal tzv. Národní pakt, který obsahoval požadavky na sebeurčení, otevření úžin Bosporu a Dardanel, odchod cizích vojsk z Istanbulu a revizi mírové smlouvy. Britové rychle pochopili, že jim parlament nepomůže v dosažení jejich cílů, a tak se rozhodli vyřešit situaci vojensky. Dne 15. března 1920 začali obsazovat klíčové úřady v Istanbulu a zatýkat příznivce Národního hnutí. Parlament poslal Britům protestní nótu, ale na věci se již nic nezměnilo. Moc v říši dostal do rukou sultán, který přímo podléhal svými rozhodnutími britské okupační správě.

### Vláda v Ankaře

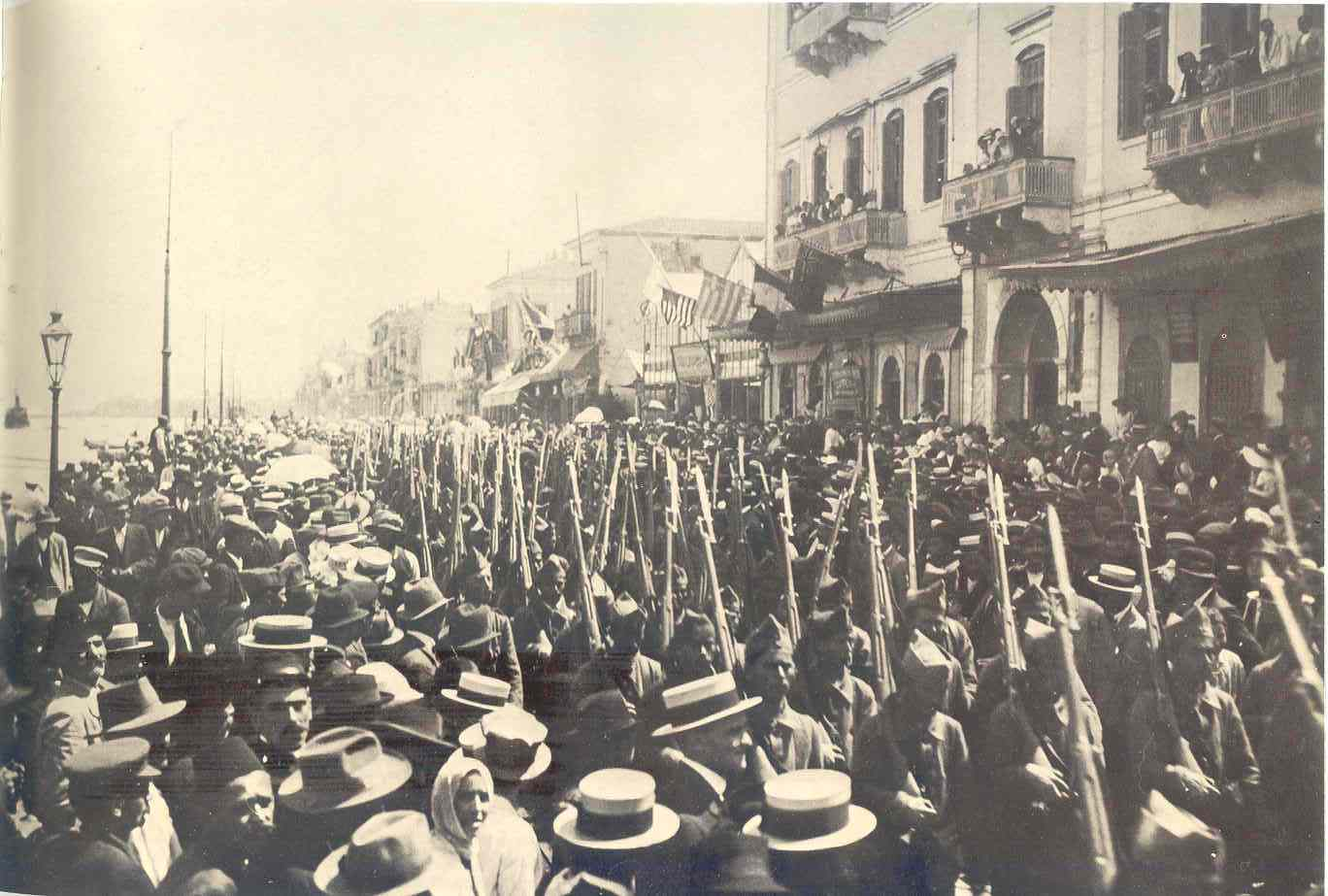
Řecká armáda obsazuje Smyrnu, 1919

Kemal po obsazení parlamentu vyzval poslance k cestě do Ankary. Zde prohlásil Národní hnutí za jediného představitele tureckého lidu a v březnu 1920 otevřel nový parlament pod názvem Velké národní shromáždění. Tímto činem se získal mezi civilisty i vojáky velkou podporu. Mezitím nechal sultán představitele Národního hnutí odsoudit k trestu smrti v nepřítomnosti. V situaci, kdy se společnost začala dělit na příznivce sultána a kemalovce, začal Kemal kontaktovat guvernéry jednotlivých regionů a vojenské představitele s prohlášením, že stále bojuje za sultána a jeho cílem je jeho osvobození z rukou Britů. Mnozí jeho slibům uvěřili a přidali se na stranu kemalovců.

### Rozložení sil
Sultán poslal do boje na 4 000 vojáků, kteří byli posíleni o 2 000 vojáků neturecké národnosti. Sultánova armáda začala útočit v dubnu 1920 na pozice kemalovců, ale trpěla nízkou morálkou a častými dezercemi. Britská okupační správa požádala parlament v Londýně o posily, ale byla odmítnuta. Nakonec se Britové obrátili na spojence, který již v Malé Asii svá vojska měl, na Řecko.
Turecká armáda, která měla čelit řeckým vojskům, byla zoufale vyzbrojena, a tak hledala spojence pro nadcházející válku. Našla ho v sovětském Rusku a zorganizovala setkání se sovětskou delegací vedenou plukovníkem Buďonnyjským. Pro bolševiky byli Turci vítaným spojencem. Za prvé jejich podporou zaměstnávali Brity, kteří se tak nemohli naplno angažovat v probíhající ruské občanské válce. Za druhé s materiální podporou posílali do Malé Asie i komunistické ideje a jejich propagátory. Bolševici mezi roky 1920–1922 dodali Tukům 39 000 pušek, 327 kulometů, 54 kanónů, 63 miliónů nábojů, 147 000 dělostřeleckých granátů, 2 hlídkové lodě a několikamiliónovou finanční pomoc. Kemal byl schopen díky bolševikům vybudovat moderní armádu.
Dne 10. srpna 1920 byla podepsána Sèvreská mírová smlouva mezi dohodovými státy a Osmanskou říši. Turecké území bylo rozděleno mezi Řeky, Armény, Brity a Francouze. Kemalova vláda v Ankaře smlouvu zásadně odmítla. Řekové podporovaní Brity zaútočili pozice kemalistů a boje se rozhořely v plné síle.

## Válečné konflikty

Vývoj Řecko-turecké války 1919–1922 (anglicky)

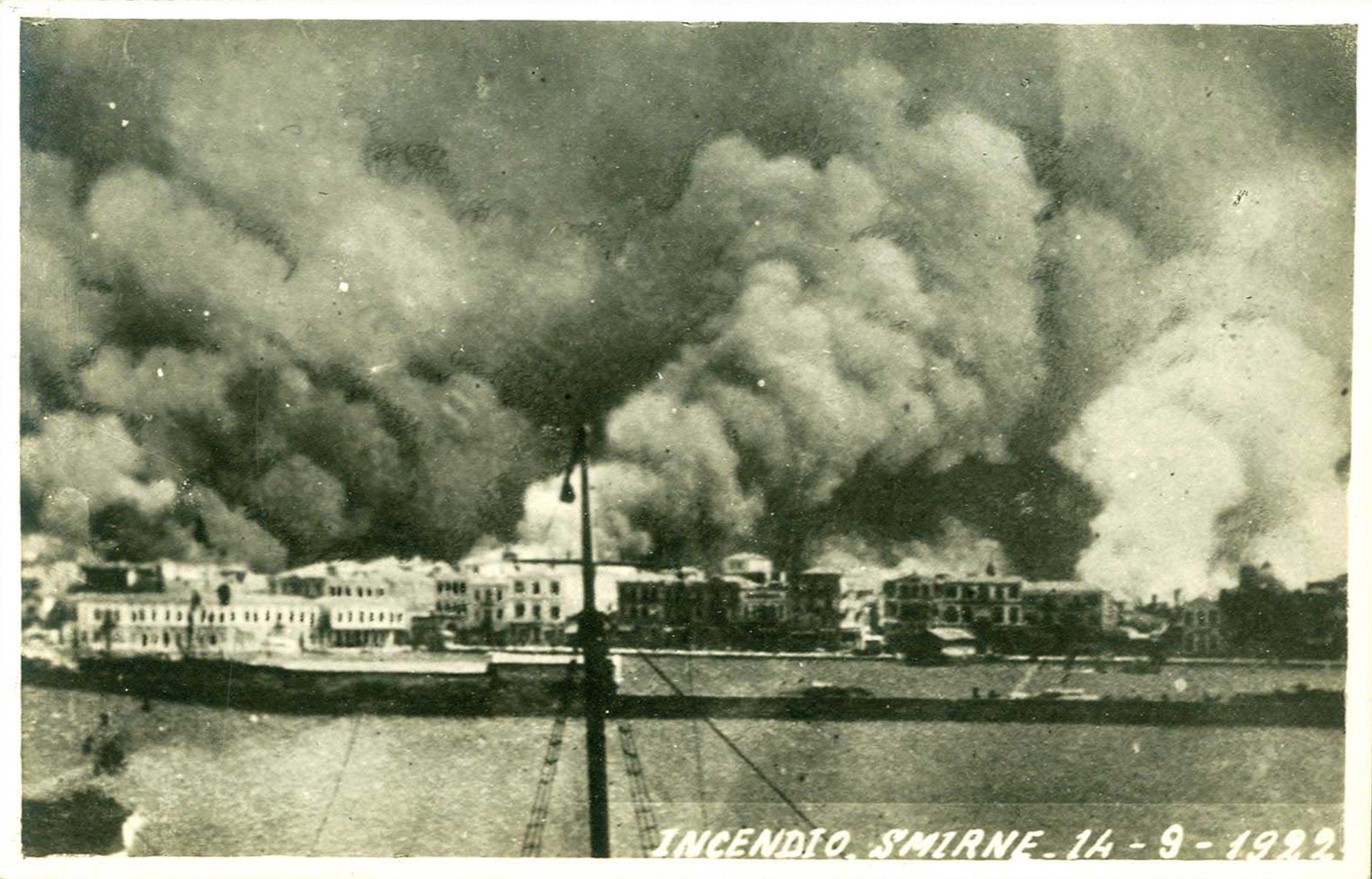
Velký požár Smyrny, září 1922

### Západní fronta
Řecká menšina tvořila v Osmanské říši významnou kulturně-ekonomickou skupinu, která sídlila převážně na pobřeží Malé Asie. Řekové po první světové válce žádali sjednocení všech řeckých území a Sèvreská smlouva jim je také přiřkla (konkrétně území kolem Smyrny a Thrákii). Prvním krokem k nabití území bylo obsazení Smyrny v květnu 1919. Po odmítnutí ratifikace smlouvy tureckým parlamentem v srpnu 1920 se Řekové rozhodli vynutit si území silou. Do konce léta 1920 se řecké armádě podařilo obsadit celou západní Malou Asii. V září 1920 proběhly v Řecku parlamentní volby, ve kterých zvítězili royalisté. Nová vláda díky plebiscitu zařídila nástup proněmeckého krále Konstantina I. na trůn. Britové za těchto okolností odmítli s řeckou vládou spolupracovat a přestali nadále posílat finanční a materiální moc. Turecká armáda svou první vítěznou bitvu svedla u İnönü v lednu 1921. Následně ale musela ustoupit po masivní řecké ofenzivě v červnu 1921 v linii Afyonkarahisar–Kütahya–Eskişehir. V srpnu 1921 se obě armády střetly v největší bitvě války na řece Sakaryi. Bitva trvala 21 dnů a nepřinesla žádného vítěze. Řekové se sice dostali do vzdálenosti 40 km od Ankary, ale byli následně zatlačeni zpět.
Na začátku roku 1922 bylo jasné, že není možné dosáhnout naplnění Sèvreské dohody a je třeba její revize. Kemal, který si byl vědom své strategické výhody, začal s reorganizací armády za účelem protiútoku. Řekové na druhé straně posilovali své obranné pozice. Turci zaútočili na konci srpna 1922. Řecké obranné linie byly prolomeny 26. srpna a 30. srpna Turci drtivě zvítězili v bitvě u Dumlupınaru. Řekové v bitvě ztratili půlku armády a o osudu války bylo prakticky rozhodnuto. Turci obsadili 9. září 1922 Smyrnu, kde následně propukl pogrom proti netureckému obyvatelstvu. Řecká a arménská část města lehla popelem a z města prchlo veškeré řecké obyvatelstvo. Událost je dnes známá jako Velký požár Smyrny. Poslední řecké jednotky kapitulovali 18. září 1922. Ofenzíva netrvala ani dva týdny a skončila drtivým tureckým vítězstvím.

### Východní fronta

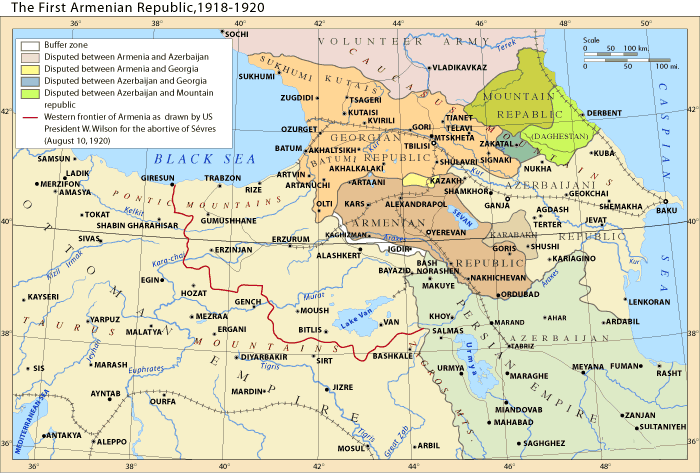
Arménské územní požadavky v Turecku vyznačeny tmavě hnědou čárou (anglicky)

Východní oblasti dnešního Turecka byly obývány Armény. Během první světové války byli Arméni podezírání z podpory carského Ruska a Turci je nemilosrdně likvidovali. Zavraždili v průběhu let 1915–1918 přes 1,2 miliónů Arménů (více Arménská genocida). V roce 1917 proběhla v carském Rusku Říjnová revoluce, moci se chopili bolševici a Rusko upadlo do několik let trvající občanské války (více: Ruská občanská válka). Arméni využili příležitosti a v květnu 1918 vyhlásili nezávislý stát. Při Pařížských mírových rozhovorech v roce 1919 bylo přihlédnuto k velkým ztrátám na životech, které Arméni utrpěli, a vznik nezávislého arménského státu byl potvrzen.  Arméni měli získat nejen malou část bývalého carského Ruska, ale i rozsáhlejší území na východě Malé Asie. Západní Arménie pokrývala území s městy Trabzon, Van, Kars a Erzurum.
Turci hned po podepsání Sèvreské smlouvy zaútočili na arménské pozice. Válka byla oficiálně vyhlášena 24. srpna 1920 a vrchním velitelem tureckých sil se stal Kâzim Karabekir. Ruské zbraně a záruky o nevměšování předurčily výsledek střetnutí. Arménská armáda neměla proti početnějšímu a lépe vyzbrojenému nepříteli žádnou šanci. V říjnu 1920 padlo město Alexandropol a v listopadu 1920 propuklo v Arménii bolševiky zorganizované povstání. Ti požádali sovětské Rusko o ochranu zbývajícího arménského území před Turky. Na konci listopadu 1920 obsadila území Arménie Rudá armáda. Boje ukončila Smlouva z Alaxandopole v prosinci 1920 podepsána Turky a sovětskými představiteli Arménie. Arméni ztratili veškeré území západní a velkou část východní Arménie, Arménie jako nezávislý stát přestala existovat na dalších 70 let. Turci naopak mohli po zajištění východní hranice poslat své jednotky na západ bojovat proti Řekům.

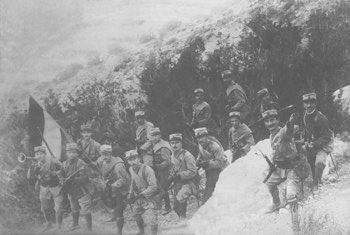
Vojáci Francouzsko-arménské legie

### Jižní fronta
Francouzi po rozpadu Osmanské říše obsadili Libanon a Sýrii a dělali si zálusk i na území Kilíkie, která se rozprostírá na jihu dnešního Turecka. K dosažení těchto cílů chtěli využít spojenectví Arménů, kteří vytvořili pod francouzskou vlajkou tzv. Francouzko-arménskou legii. Dne 17. listopadu 1918 se v jihotureckém Mersinu vylodilo 15 000 Arménů a 150 francouzských důstojníků. Rychle se Francouzko-arménské legii podařilo obsadit dnešní provincie Gaziantep, Kahramanmaraş a Şanlıurfa. Od začátku jejich přítomnosti se museli Francouzi potýkat se silným odporem místního obyvatelstva, který byl zapříčiněn jejich spojenectvím s Armény. Rozhodující bitva proběhla u Maraşe mezi 21. lednem a 13. únorem 1920. Bitva trvající 22 dnů vyzněla vítězně pro kemalisty a Francouzi se museli postupně stáhnout z Malé Asie společně i s místním arménským obyvatelstvem.

## Důsledky války

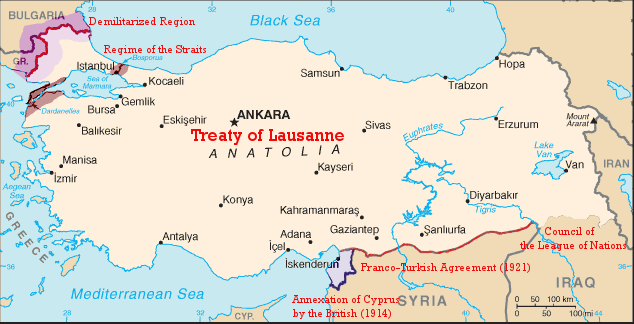
Turecké hranice po smlouvě z Lausanne

### Mírová smlouva s Řeky
Vojenské střety oficiálně skončily příměřím z Mudanyi z 11. října 1922. Následovalo velice dlouhé a složité jednání mezi Brity reprezentující dohodové státy, Turky a Řeky, které skončilo podepsáním Lausannské mírové smlouvy 24. července 1923. Řekové se na jejím základě vzdali veškerých území v Malé Asii a odevzdali Turkům východní Thrákii. Turci na druhé straně ukončili nároky na území předválečné Osmanské říše (Sýrie, Libanon, Irák a Palestina) a uznali demilitarizaci úžin Bospor a Dardanel, která trvala až do roku 1936. Na základě smlouvy proběhla výměna obyvatelstva na základě náboženského klíče. Z Turecka se vystěhovalo do Řecka na 1,5 milionu převážně Řeků a menšinou ortodoxních Turků. Na druhou stanu Egejského moře zamířilo půl milionu muslimů. Z výměny o přesídlení byli explicitně vyjmuti Řekové žijící v Istanbulu a muslimské obyvatelstvo v Západní Thrákii.

### Mírová smlouva s Armény
Dohodové státy včetně nejbližších spojenců, Francouzů, vyměnili arménskou nezávislost za vznik silného tureckého státu, který se měl stát nárazníkovou zónou proti bolševické revoluci. V době ukončení bojů již neexistovala samostatná Arménie, a tak byla Karská smlouva podepsána kemalisty a zástupci sovětské Arménie dne 13. října 1921. Smlouva definovala nové hranice mezi SSSR a Tureckem. Turci získali území s okolo města Kars, které bylo původně součástí carského Ruska. Hranice se tak vrátila na linii, kde byla před rusko-tureckou válkou 1877–1878.

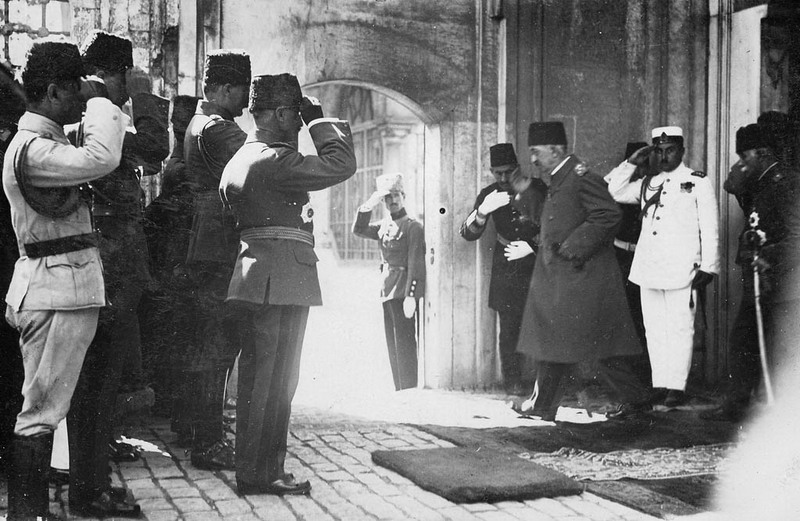
Poslední sultán Mehmed VI. opouští Istanbul v listopadu 1922

### Mírová smlouva s Francouzi
Boje mezi Francií a Tureckem byly ukončeny 9. března 1921 Kilikijským mírem a hranice definována Ankarskou smlouvou z 20. října 1920. Turci na jejím základě získali jižní část Malé Asie výměnou za zaručení francouzského mandátu v Sýrii.

### Zrušení sultanátu a vznik Turecké republiky
Sultánova moc ovlivňovat události v říši byla výrazně omezena po prohrané první světové válce a kompletně se zhroutila v březnu 1920, kdy Britové obsadili osmanský parlament. Velké národní shromáždění v Ankaře odhlasovalo 1. listopadu 1922 zrušení sultanátu. Poslední osmanský sultán Mehmed VI. opustil Istanbul na britské lodi 17. listopadu 1922 a uchýlil se do exilu. Zbytek života prožil v Itálii, kde i v roce 1926 zemřel.
Turecká republika byla vyhlášena Velkým národním shromážděním 29. října 1923 a jejím novým hlavním městem se stala Ankara (původní hlavní město Istanbul bylo příliš blízko nově vytyčené hranice s Řeckem). Mustafa Kemal byl zvolen prvním tureckým prezidentem, který s pomocí svých spolubojovníků v následujících letech provedl mnoho významných reforem (více Atatürkovy reformy) a vytvořil z Turecka sekulární, moderní a národní stát. V roce 1924 byla přijata nová ústava a následně bylo evropské právo a jurisprudence převzato a upraveno k potřebám nové republiky. Následovala kompletní sekularizace a modernizace administrativy se zaměřením především na vzdělávací systém. Další podobně významné reformy byly představeny v Turecku až v roce 1987, kdy začaly dialogy o přístupu k Evropské unii.